# سامانه‌های بالگردی بوئینگ

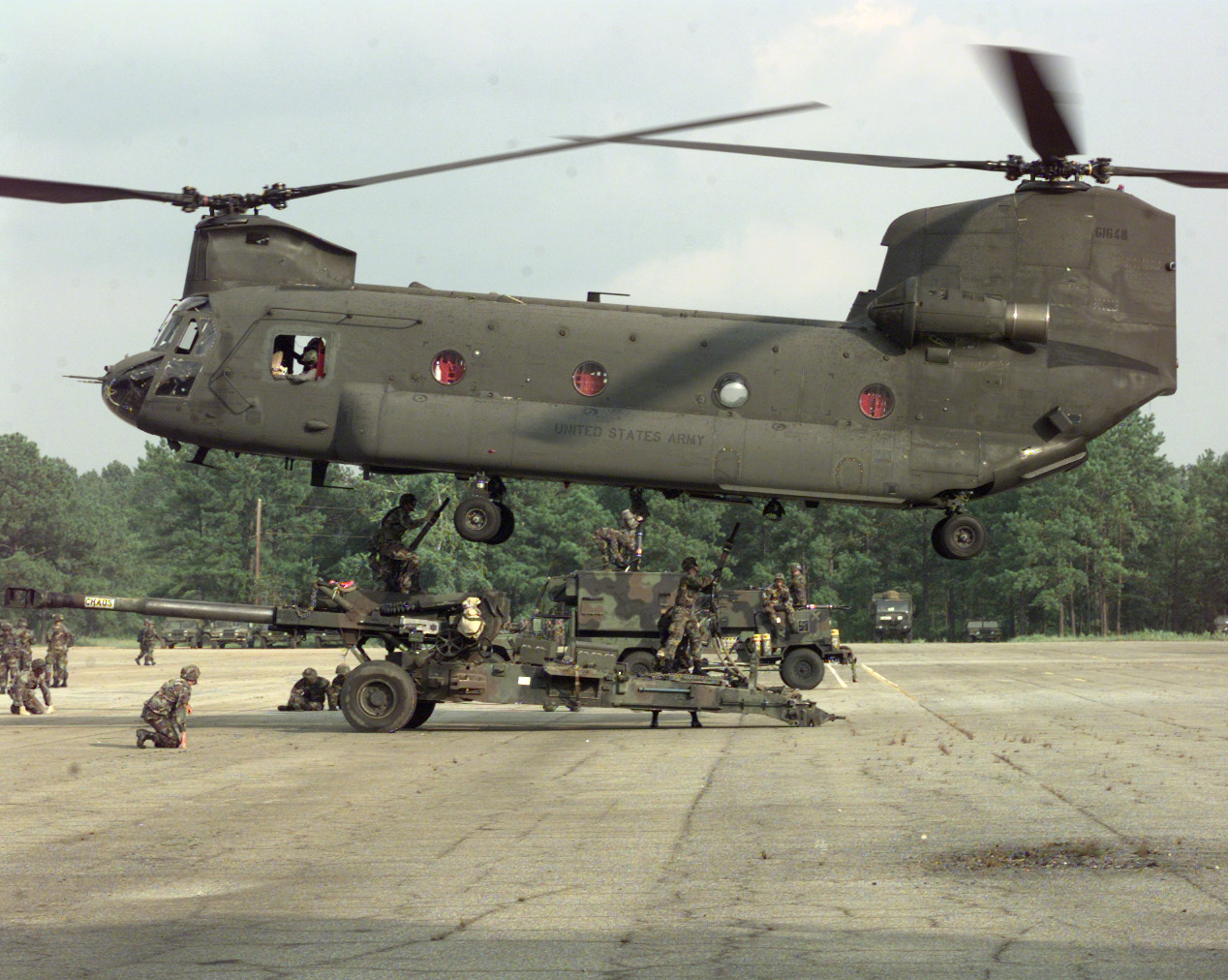
Boeing Vertol CH-47 Chinook

سامانه‌های بالگردی بوئینگ (به انگلیسی: Boeing Rotorcraft Systems) (در گذشته بوئینگ هلیکاپترز و پیش از آن بوئینگ وِرتول) نام قدیمی شرکت بالگردسازی زیرمجموعهٔ بوئینگ است که امروزه بوئینگ دیفنس اسپیس اند سکیوریتی نامیده می‌شود. مرکز آن در شهر فیلادلفیا قرار دارد و خط تولید بوئینگ ای‌اچ-۶۴ آپاچی نیز در میزا، آریزونا است.